# Злакові
Злакові, або тонконогові (Poaceae) — велика і майже повсюдна родина однодольних квіткових рослин, відомих як трави. В родині приблизно 11000 видів, 340 з яких в Україні. Це одно-, дво- та багаторічні трави, які поширені на всіх континентах.

## Назва
Колись більш уживана латинська назва родини Graminea частіше перекладалась як зл́аки, або зл́акові у деяких словниках — тр́ави, або зернівц́і, а з поширенням латинської Poaceae поширився також буквальний переклад тонкон́огові. Майже всі ці назви є у науковому вжитку. Однак більш уживаною формою все ж є злакові.

## Загальна характеристика
Коренева система, як і у всіх однодольних — мичкуватого типу.
Мають стебло — соломину. Пагін часто є кореневищем. Злаковим властивий інтеркалярний ріст (пагін складається з вузлів та міжвузль). Тонконогові мають порожнисте стебло — соломину, на якому чітко видно вузли та міжвузля. Листки лінійні, з паралельним жилкуванням, сидячі; у місці переходу листкової пластинки в піхву є язичок (плівчастий виріз).
Квіти дрібні, анемогамні, переважно двостатеві, та одну маточку. Суцвіття тонконогових, як правило, — складний колос (у культурної кукурудзи жіноча квітка — складний початок, а чоловіча квітка — волоть).
Квітка злакових складається з двох лусок, має трипроменеву симетрію. Маточка одна з двома приймочками. Тичинок 3 або 6.Мають дві плівки
Плід — зернівка, горішок або ягода (у бамбука) серед злаків знані як самозапильні.
Розвиток родини злакових пов'язаний із пристосуванням до запилення вітром. Злакові є основою рослинного покриву Землі.

## Еволюція
До останнього часу вважалось, що трави як форма рослинності з'явились близько 55 мільйонів років тому; але, згідно з останніми палеонтологічними знахідками скам'янілих залишків трав (попередників рису та бамбука), вони існували вже в Крейдовому періоді, приблизно 65 мільйонів років тому. Вважають, що еволюційно трави з'явились в результаті утворення неотенічних форм багаторічних рослин, що надало їм ряд екологічних переваг, насамперед пов'язаних із вкороченим життєвим циклом і, як результат, більшою плодючістю на довгостроковому проміжку часу.
Порівняно з іншими покритонасінними, еволюція трав проходила досить повільно. Їхнє широке розповсюдження та швидке збільшення кількості видів почалося лише в Міоцені (20-10 мільйонів років тому), коли трав'яні екосистеми стали домінувати на великих територіях. Це звичайно пов'язують із кліматичними змінами того періоду (періодичні зледеніння), завдяки яким різко збільшилась площа суходолу із сухим та холодним кліматом; а саме до такого типу клімату трави екологічно більше пристосовані, ніж інші форми рослин. Окрім того, трави швидше відновлюються після пошкодження при випасі тварин та пожежах; почастішання цих явищ у міру розвитку людства також мало сприяти заміні трав'янистими екосистемами всіх інших.

## Практичне використання

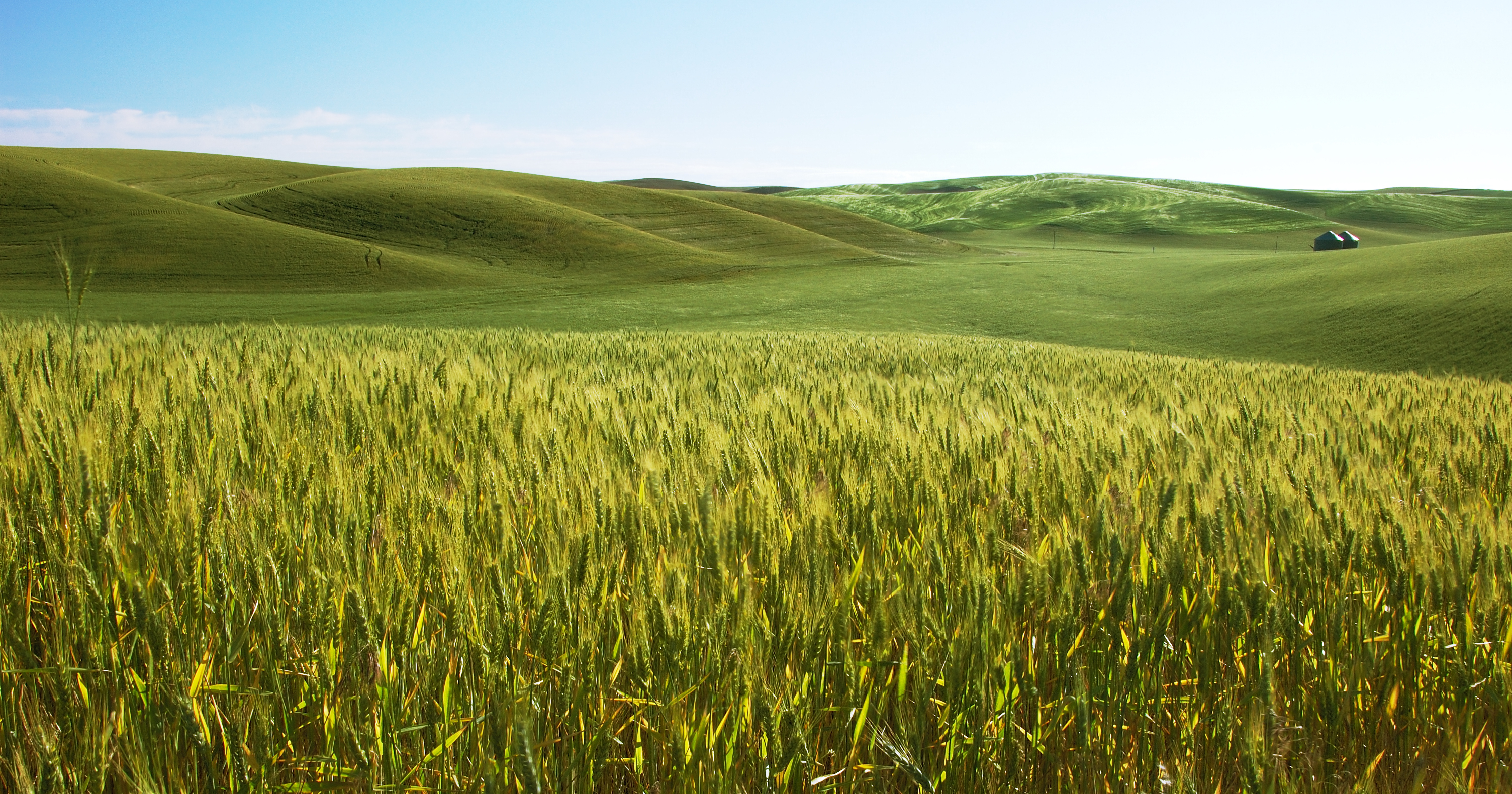
Ячмінне поле — штучний антропогенний біотоп, сформований трав'янистими рослинами.

Злакові мають технічне та декоративне значення.
Злакові використовують як агрокультуру. Це, переважно, — пшениця, жито, ячмінь і овес, але до них також належать рис, просо і кукурудза. Тонконогові містять близько 75 % складних вуглеводів і 10 % білків, а також жири і клітковину. Добре зберігаються.

## Господарське значення родини злакових
Значення злакових у житті людини надзвичайно велике та різноманітне. Перше місце посідають хлібні та круп'яні культури, серед яких пшениця, рис посівний і кукурудза, вони є основними харчовими рослинами людства. Не менш важливим є використання кормових злакових культур. Найкращими з них є тимофіївка лучна, лисохвіст лучний, тонконіг лучний, костриця лучна тощо. Є серед злакових і лікарські рослини (кукурудза, пирій), рослини що використовують у косметиці (з рисового борошна виробляють найвишуканіші види пудри). Чимало серед злакових і бур'янів (пирій, плоскуха, мишій).

## Роди
Див. Список родів родини тонконогових.